# Rejon Oczamczyra
Rejon Oczamczyra (abch. Очамчыра араион; gruz. ოჩამჩირის რაიონი) – jednostka administracyjna Abchazji. De iure jeden z 6 rejonów Autonomicznej Republiki Abchazji wchodzącej w skład Gruzji, de facto jeden z 7 rejonów Republiki Abchazji. Stolicą rejonu jest Oczamczyra.

## Położenie
Rejon położony jest w południowo-centralnej części Abchazji. 

## Ludność
Na podstawie spisu ludności z 2011 rejon Oczamczyra zamieszkuje 24 868 ludzi następujących narodowości:
- Abchazi – 19 328 (77,7%)
- Gruzini – 1 981 (8,0%)
- Ormianie – 1 647 (6,6%)
- Rosjanie – 967 (3,9%)
- Megrelowie – 386 (1,6%)
- Ukraińcy – 74 (0,3%)
- Grecy – 58 (0,2%)